# كلاود
كلاود (بالإنجليزية: Cloud)‏ هو مصمم رقص ومخرج وممثل أمريكي، ولد في 6 مايو 1983 في أدل في الولايات المتحدة.

## أعمال

### أفلام
- (2017) أعظم رجل استعراض[4]

## وصلات خارجية
- كلاود على موقع IMDb (الإنجليزية)
- كلاود على موقع ميوزك برينز (الإنجليزية)
- كلاود على موقع قاعدة بيانات الفيلم (الإنجليزية)